# Bernardo Biella
Bernardo José Biella Calvet es un médico, docente y político argentino. Realizó sus estudios universitarios en la Universidad Nacional de Córdoba en la facultad de medicina.

## Biografía
Es nieto de  Bernardino Biella, que se desempeñó como gobernador de Salta por la UCR.
En el año 2005 fue el candidato a diputado nacional en primer término del Movimiento de Integración y Desarrollo, en ese momento obtuvo 10.352 votos y fue el sexto candidato más votado y no obtuvo ningún cargo. También fue candidato a senador nacional en primer término dentro de la lista de Concertación para Una Nación Avanzada en el año 2007. Fue el cuarto candidato más votado pero no logró ningún escaño legislativo.
Fue elegido como diputado nacional por la alianza electoral UDESO en Salta en las elecciones del año 2011. Formó parte del bloque de la Unión Cívica Radical de la Cámara de Diputados de la Nación. Su mandato comprendió el periodo desde el 10 de diciembre de 2011 al 10 de diciembre de 2015. 
En 2011, fue candidato a vicegobernador de Salta, acompañando a Alfredo Olmedo como gobernador, aunque fue derrotado, alcanzaron el tercer puesto. En dicha campaña fue criticado cuando su compañero de formula prometió que sortearía una Toyota Hilux doble cabina para quien fuese a sus actos políticos. Además prometió más premios para los fiscales con varias motos.
En 2013 Biella se precandidatea a senador nacional en primer término, acompañado por Virginia Cornejo. Ambos eran candidatos del frente Unión por la República. De todas maneras los resultados obtenidos por el frente en la categoría de senadores nacionales sería muy pobre con un total de 48.690 votos contra los resultados arriba de los cien mil votos de los frentes liderados por Rodolfo Urtubey, Juan Carlos Romero y Alfredo Olmedo. Los magros resultados llevarían a que la lista de senadores se baje respecto a las elecciones generales.
En el año 2017 se presenta como precandidato a senador por el departamento de la Capital salteña. Esta candidatura dentro del Frente Unidad y Renovación que respondía al gobernador Juan Manuel Urtubey. Perdería la interna contra Adrián Valenzuela sacaría 35.879 votos contra los 84.161 del periodista.  
En 2019 su partido se alinearía en el frente Olmedo Gobernador y su partido logró una banca en el Concejo Deliberante de la Ciudad de Salta.
En 2021 Biella fue candidato a diputado provincial por el departamento de la Capital salteña por detrás del periodista Vitín Lamberto y logró dos bancas para su espacio. Juró como diputado provincial el 24 de noviembre de 2021.

## Actividad legislativa
En su primer año, en el Congreso de la Nación, presentó 47 proyectos como autor (8 proyectos de ley, 18 de resolución y 21 proyectos de declaración), y 99 proyectos que el diputado acompañó, de los cuales se destacan los que buscan defender al consumidor como en la telefonía celular, (uno de los cuales fue aprobado), el proyecto de prevención de la muerte súbita en lugares públicos, el de agilizar los trámites de medicamentos importados en la aduana (aprobado) el de mensajes de prevención de la ludopatía (aprobado), el proyecto de estatización de los ferrocarriles, el de aumento de penas para conductores que matan mientras manejan alcoholizados o bajo efecto de estupefacientes; el de sindicalización de las fuerzas armadas y de seguridad y otros tantos que enaltecen y buscan mejorar la educación, la salud, los servicios públicos y la seguridad, entre otros temas.